# Leonidy

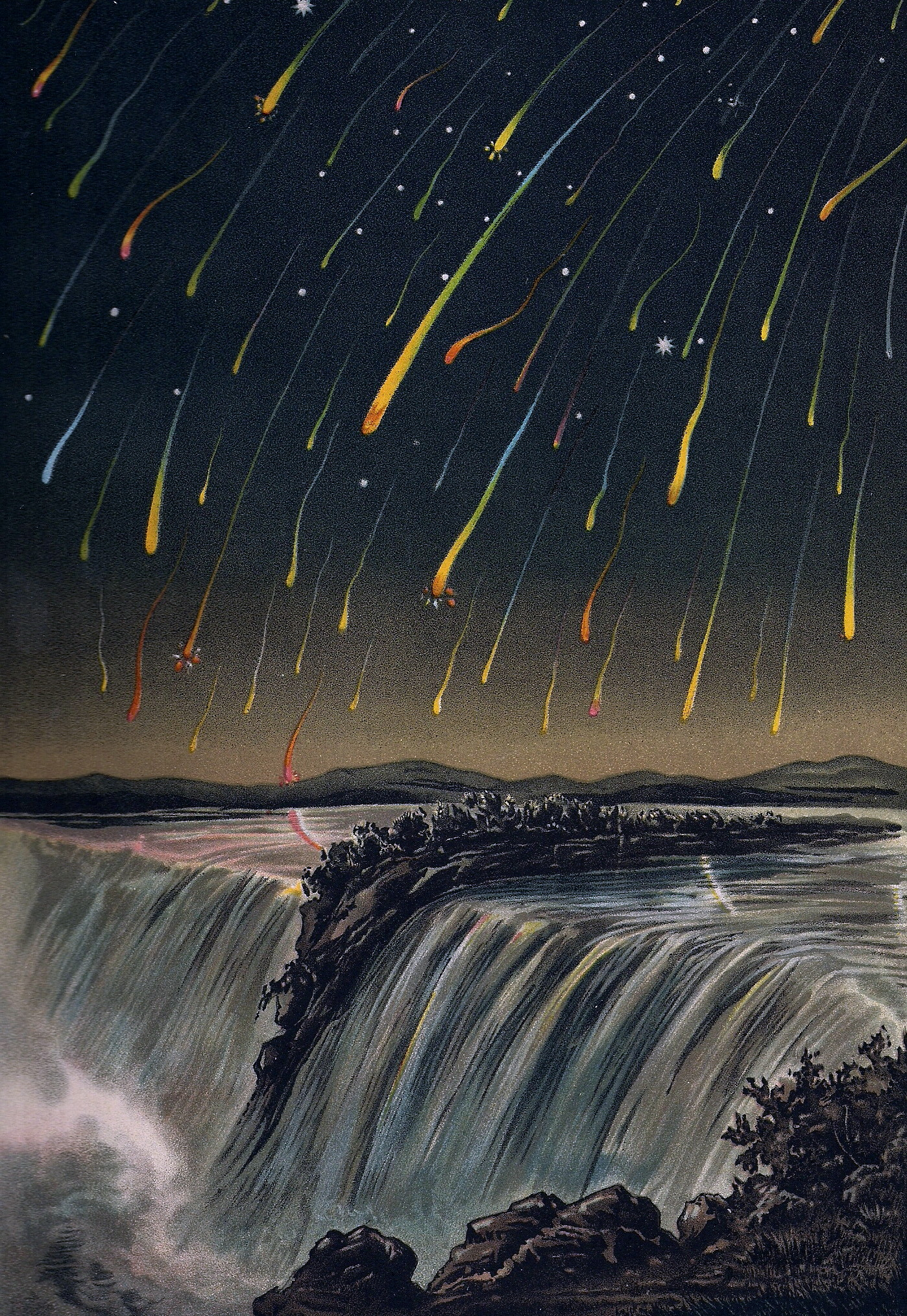
Kresba padajících Leonid z roku 1833

Leonidy jsou meteorický roj spojený s mateřskou kometou Tempel-Tuttle. Jde o jeden z nejvýraznějších a nejčastěji pozorovaných meteorických rojů. Své maximum – období, kdy je vidět nejvíce meteorů – má okolo 17. až 18. listopadu. Jeho radiant leží v „hřívě“ souhvězdí Lva.

## Historie
Dráhu proudu meteoroidů, které tento roj vyvolávají, vypočítal roku 1866 italský astronom Giovanni Schiaparelli. Francouz Urbain Le Verrier a Němec Teodor von Oppolzer nezávisle na sobě dospěli k závěru, že meteory tohoto roje se pohybují po stejné dráze jako tehdy objevená kometa, dnes označovaná P55/Tempel – Tuttle. Později byly nalezeny mateřské komety i jiných meteorických rojů. Proud meteoroidů Leonid je rozložený podél dráhy komety Tempel – Tuttle, nemá však všude stejnou hustotu. Nejhustší je nedaleko dráhy komety a kdykoliv Země prolétá takovým zhuštěním, lze pozorovat spršku meteorů.
Nejpozoruhodnějším pozorováním byl déšť Leonid v listopadu 1833, kdy bylo pozorováno přes 46 tisíc meteorů za hodinu. Yaleský matematik Denison Olmsted tehdy vysvětlil, že vyletování meteorů z jednoho bodu (radiantu) je důsledkem perspektivy. Statisíce meteorů, které té noci zazářily, se pohybovaly podél rovnoběžných drah. Proto zdánlivě vyletovaly z jediného bodu, který byl nazván radiant („vyzařující“). Podle polohy tohoto radiantu (rektascenze 153°, deklinace +22°) v souhvězdí Lva (latinsky Leo) byl meteorický roj nazván Leonidy. Zjištění, že meteory mají kosmický původ a nejsou čistě atmosférickým jevem, jak napovídá význam řeckého slova meteoros – „vznášející se v ovzduší“ – bylo neméně překvapivé než neobvyklý pohled na „déšť padajících hvězd“. Tento poznatek vzbudil zájem o studium meteorů a vznikl nový obor, meteorická astronomie.
Déšť Leonid se v minulosti vyskytl také v letech 902, 934, 1037, 1202, 1366, 1533, 1799 atd. Tyto údaje dokazují, že velmi hustý oblak prachu z mateřské Temple – Tuttleovy komety se po její dráze vrací po přibližně 33 letech (přesně za 33,25 roku). Při průletu Země tímto oblakem v noci 17. listopadu 1966 bylo za 20 minut pozorováno až 100 000 meteorů. Tehdy bylo též s pomocí radarových měření zjištěno, že průměr proudu Leonid činí přibližně 35 000 km. Jejich aktivitu lze pozorovat od 14. do 21. listopadu, průměrná rychlost meteoroidů je asi 71 km/s.